# 170년대
170년대는 170년부터 179년까지를 가리킨다.